# Cunco (Chile)
Cunco é uma comuna do Chile, da Província de Cautín na IX Região de Araucanía.
Em 1918, Cunco foi o ponto final do primeiro voo de avião através de cordilheira dos Andes, quando Luis Candelaria voou até lá, partindo de Zapala, Argentina, em 13 de abril.